# Le Poët
Le Poët település Franciaországban, Hautes-Alpes megyében. Lakosainak száma 784 fő (2022. január 1.). Le Poët Mison, Sigoyer, Sisteron, Valernes, Vaumeilh és Upaix községekkel határos.

## Népesség
A település népességének változása:
| Lakosok száma | 429  | 515  | 587  | 751  | 743  | 771  | 798  | 777  | 791  | 784  |
|               | 1968 | 1982 | 1990 | 2006 | 2013 | 2015 | 2017 | 2019 | 2020 | 2022 |